# Long Lake (Dakota du Sud)
Pour les articles homonymes, voir Long Lake.
Long Lake est une municipalité américaine située dans le comté de McPherson, dans l'État du Dakota du Sud. Selon le recensement de 2010, elle compte 31 habitants. La municipalité s'étend sur 0,28 milles carrés (0,73 km2).
La ville doit son nom à un lac situé à proximité et de forme allongée.

## Démographie
| 1950 | 1960 | 1970 | 1980 | 1990 | 2000 |
| ---- | ---- | ---- | ---- | ---- | ---- |
| 175  | 109  | 128  | 117  | 64   | 58   |

| 2010 | - | - | - | - | - |
| ---- | - | - | - | - | - |
| 31   | - | - | - | - | - |